# Esther Inglis

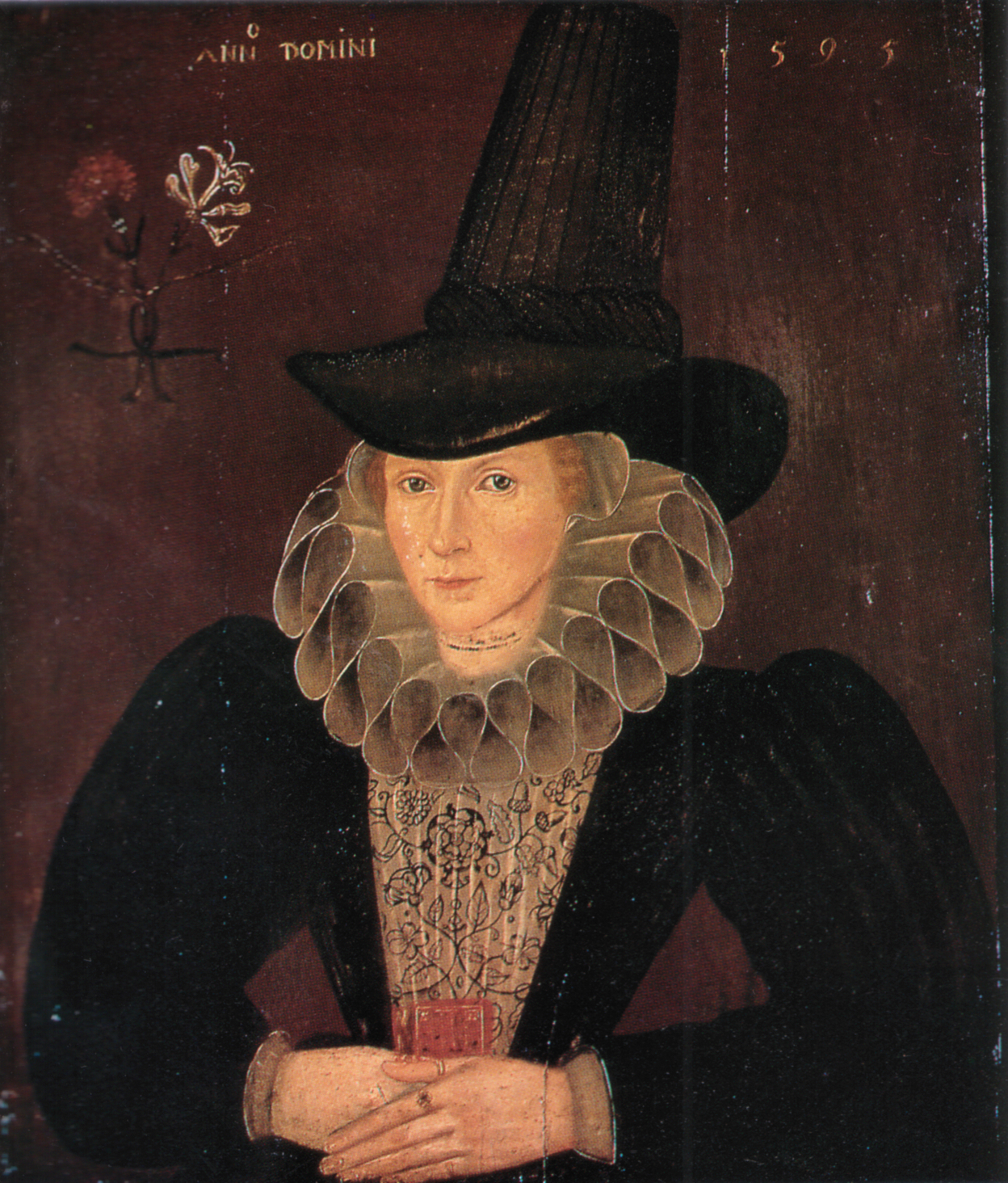
Porträt der Esther Inglis aus dem Jahr 1595, Künstler unbekannt

Esther Inglis (* 1570/1571 wahrscheinlich in London; † 30. August 1624 in Leith), auch Esther Langlois, verheiratete Esther Kello, war eine schottische Kalligraphin und Buchgestalterin französischer Herkunft.

## Leben
Esther Inglis wurde 1570 oder 1571 wahrscheinlich in London geboren, wohin ihre hugenottischen Eltern aus dem französischen Dieppe um 1569 geflohen waren. Ihr Vaters Nachname „Langlois“ wurde später in Schottland zu „Inglis“, denn die Familie zog später von London in das Königreich Schottland, wo sie 1574 in Edinburgh nachgewiesen ist. Ihr Vater konnte sich dort als Lehrer an einer französischen Schule eine Existenz aufbauen und ihre Mutter arbeitete als Schreiberin und brachte ihr die Kunst der Kalligrafie bei. 1596 heiratete sie den Beamten Bartholomew Kello und zog mit ihm wohl nach London, wo das Ehepaar 1604 dokumentiert ist. Nach einigen Jahren in Essex kehrte das Ehepaar 1615 nach Edinburgh zurück. Im August 1624 starb sie verschuldet in Leith, einem Hafenort nahe Edinburgh. Ihr einziger das Kindesalter überlebender Sohn Samuel Kello wurde später ein anglikanischer Theologe.
Aus Inglis’ Œuvre sind heute 59 Manuskripte überliefert, die – auf Basis von Inglis’ eigenen Datierungen – aus der Zeit zwischen 1586 und 1624 stammen. Im Vergleich zu zeitgenössischen Kalligraphinnen sind damit sehr viele ihrer Werke überliefert worden. Viele dieser Werken sind schottischen oder britischen Adligen, mitunter aus der Königsfamilie, gewidmet und wurden wohl von Inglis in der Hoffnung auf eine Vergütung verfasst. Zumindest zeitweise diente ihr der Dichter David Murray als Mäzen. Inglis brachte insbesondere zwischen 1598 und 1602 dutzende verschiedene dekorative Schriftarten in Anwendung und nutzte mitunter auch Spiegelschrift. Ihr Spätwerk ist meist in Lateinschrift oder humanistischer Kursive gehalten, deren Zeichen dafür mitunter nur einen Millimenter groß sind. Textlich nutzte sie häufig die französische oder englische Version der Genfer Bibel oder Texte von Guy Du Faur de Pibrac oder Antoine de Chandieu, mitunter ergänzt um Übersetzungen oder Texte ihres Ehemannes. Inglis ergänzte die Texte auch um Buchschmuck. Ihr Frühwerk zeichnet sich durch detaillierte Titelblätter, Kopfleisten und Initialen aus, während sie sich in ihrem Spätwerk auf farbige Pflanzenillustrationen beschränkte. Oftmals bediente sie sich an früheren Buchgestaltungen anderer Autoren. In vielen ihrer Manuskripte hinterließ sie ein kleines Selbstporträt, das sie entweder als Federzeichnung oder in Farbe ausführte. Diese Zeichnungen basieren auf einem Porträtgemälde von ihr eines unbekannten Künstlers, das sich heute in der Sammlung der Scottish National Portrait Gallery befindet. Mitunter ergänzte sie Würdigungen ihres Werkes durch die schottischen Theologen Andrew Melville und Robert Rollock. Mehrere ihrer Werke verfügen auch um ein gesticktes Einband, für das sie sich wahrscheinlich ebenfalls verantwortlich zeigte.
Wenngleich sich ihre Buchgestaltungen nicht durch Originalität auszeichnen, werden ihre Werke heute wegen der Feinheit und Exaktheit ihrer Kalligraphie gewürdigt. In der wissenschaftlichen Erforschung wird neben ihrer Technik auch Augenmerk auf ihre soziopolitischen Verbindungen und die Bedeutung ihrer Selbstporträts gelegt. Anlässlich ihres 400. Todestages im Jahr 2024 kuratierte die University of Edinburgh eine digitale Ausstellung ihrer Werke unter dem Titel Rewriting the Script: The Works and Words of Esther Inglis. Eine physische Sonderausstellung fand von Oktober 2024 bis Februar 2025 an der Folger Shakespeare Library statt.